# Chénérailles
Chénérailles (Cheneralha trong tiếng occitan) là một xã và là thủ phủ của tổng ở tỉnh Creuse trong vùng Limousin miền trung nước Pháp. Xã này nằm ở khu vực có độ cao trung bình 560 mét trên mực nước biển.
Thị trấn tọa lạc tại giao lộ các tuyến đường D997, D4, D7 và D55, 12 dặm Anh về phía bắc Aubusson, trên một đồi nằm ở khu vực đầm lầy.

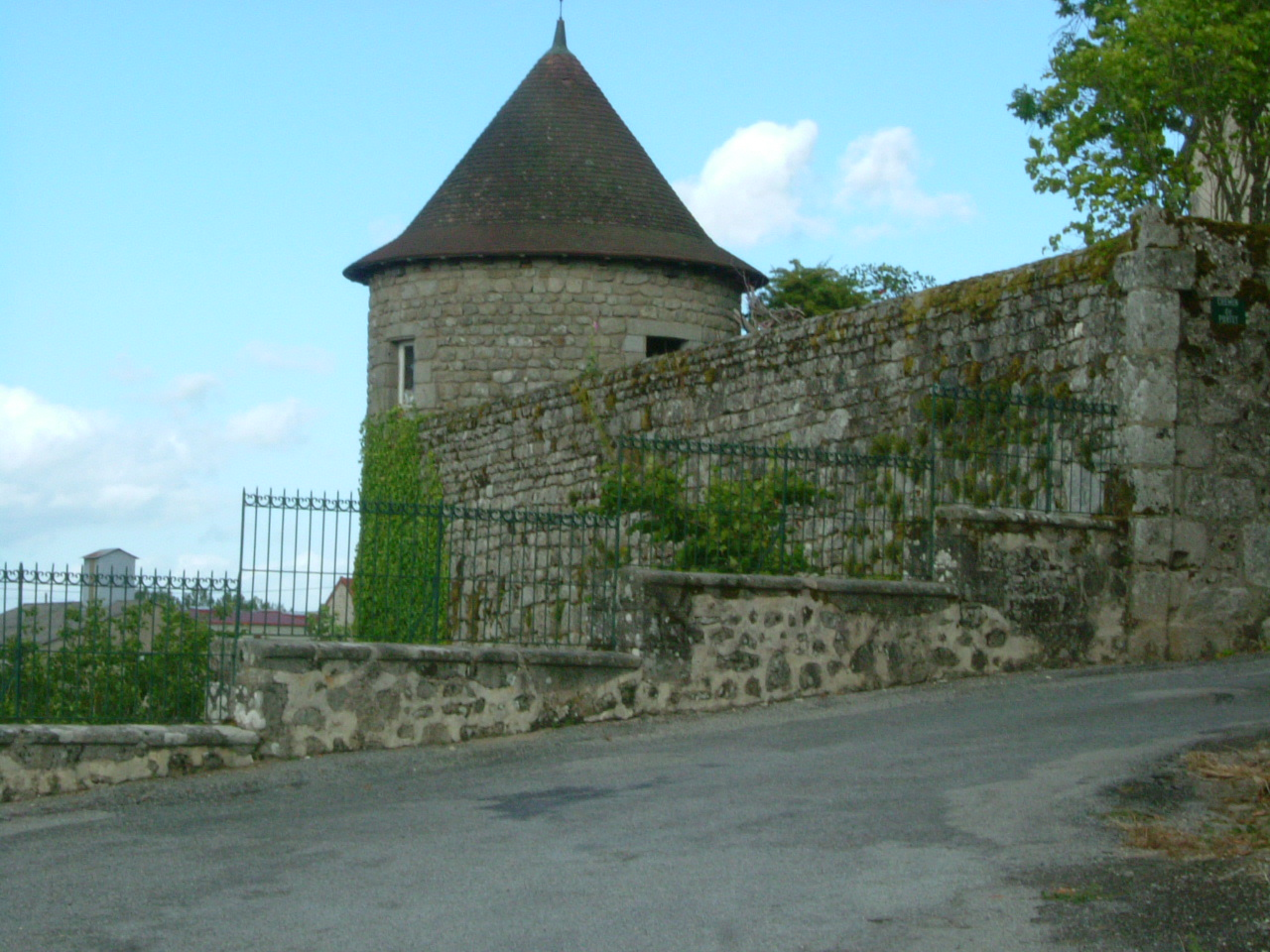
Một phần tường thành

## Dân số
| 1962                                                         | 1968 | 1975 | 1982 | 1990 | 1999 |
| ------------------------------------------------------------ | ---- | ---- | ---- | ---- | ---- |
| 688                                                          | 729  | 674  | 685  | 794  | 759  |
| Số liệu điều tra dân số từ năm 1962: Dân số chỉ tính một lần |      |      |      |      |      |

## Địa điểm nổi bật

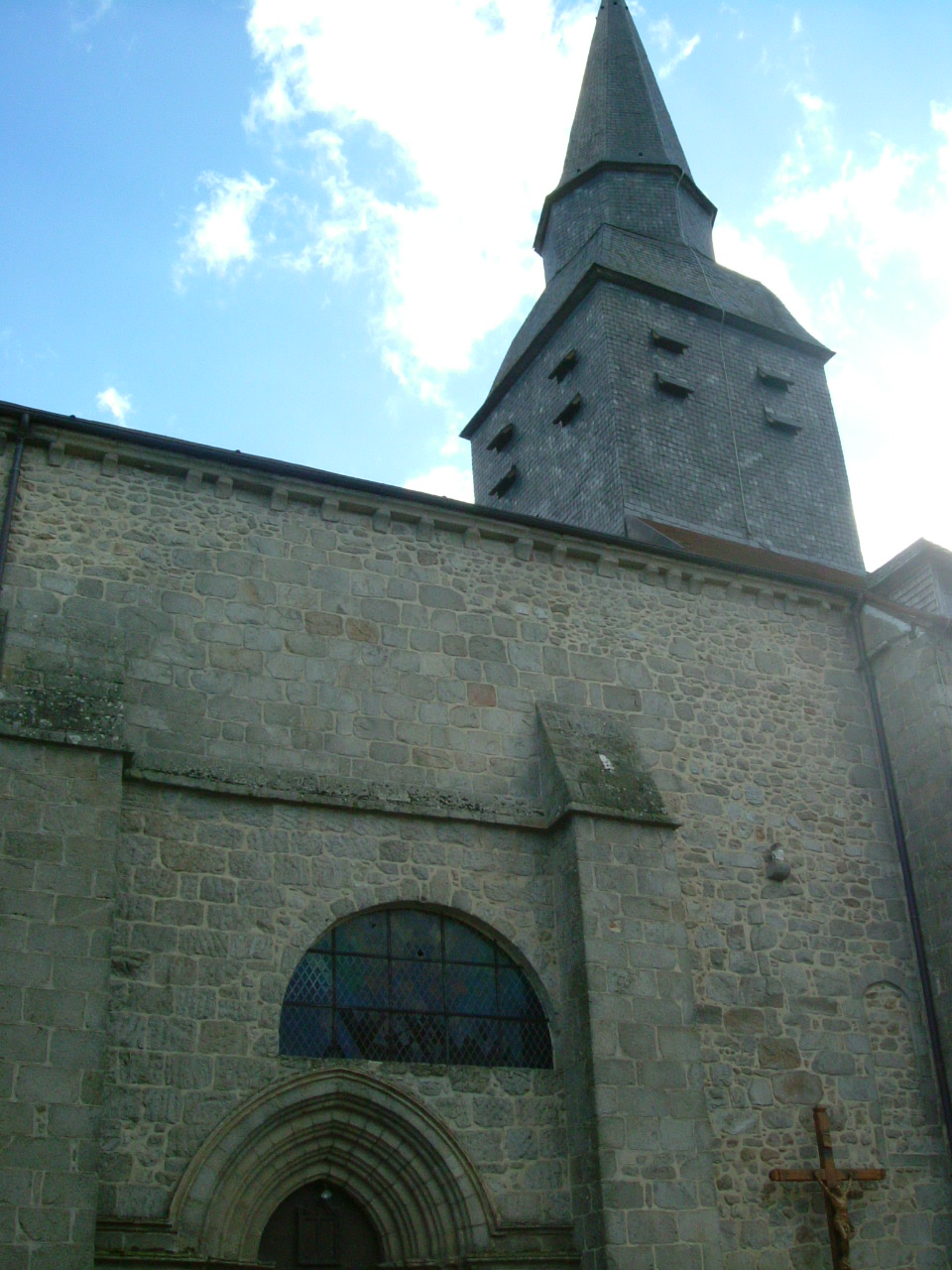
Giáo đường

- Nhà thờ St.Barthélemy, từ thế kỷ 13.
- Nhà thờ thế kỷ 13 Notre-Dame.

.